# Horst Schimanski

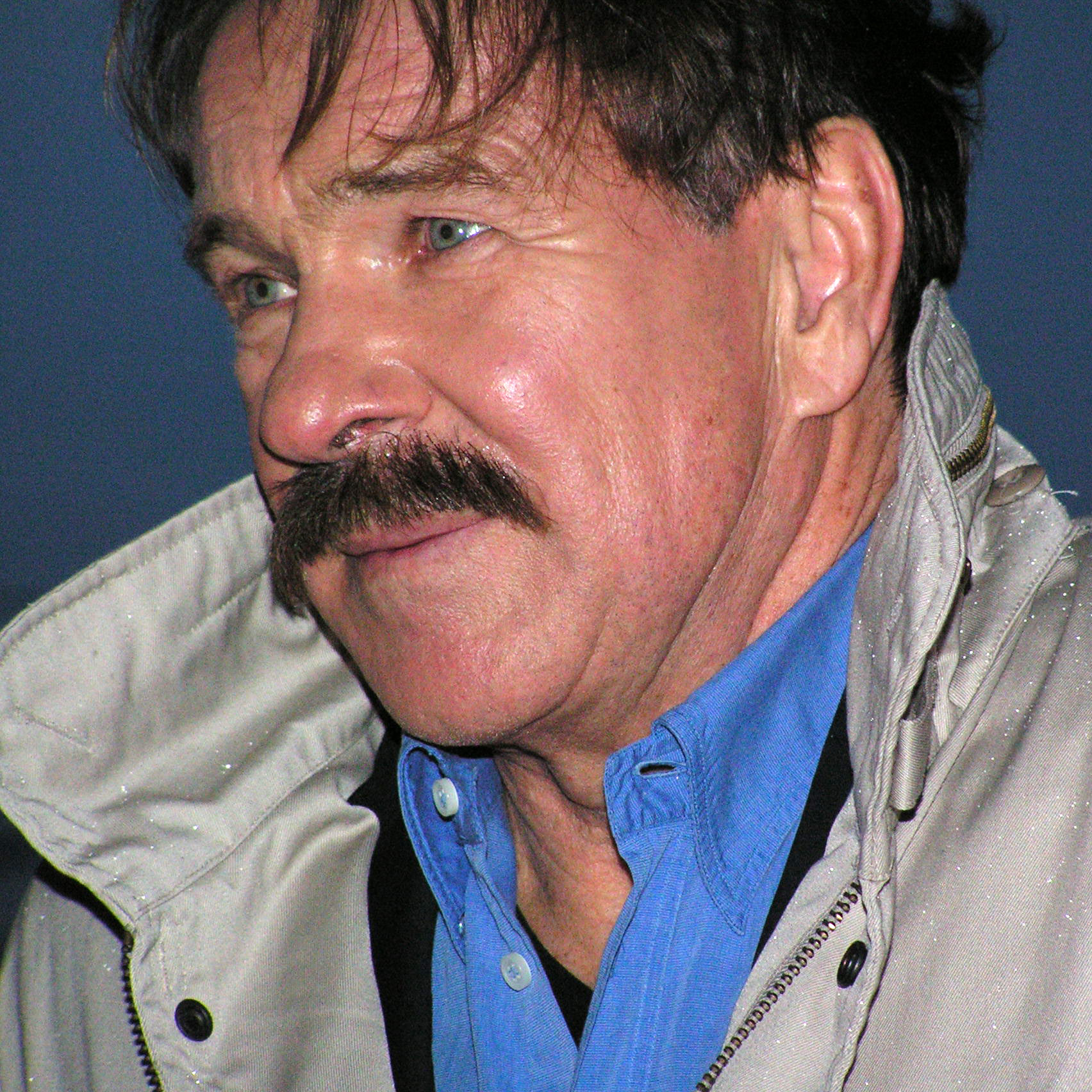
Host Schimanski (gespeeld door Götz George)

Horst Schimanski of Schimmi is een personage in de ARD-televisieserie Tatort, dat in de periode 28 juni 1981 tot 29 december 1991 in 29 afleveringen (inclusief twee Duitse bioscoopfilms) als Kriminalhauptkommissar in Duisburg voorkwam. De rol werd gespeeld door Götz George.

## Personage
De persoon Schimanski is een idee van scriptschrijvers Bernd Schwamm en Martin Gies, regisseur Hajo Gies en acteur George. Karakteristieke kenmerken van Schimanski waren de door hem gedragen beige-grijze Feldjacke en zijn auto, een Ford Granada en later een Citroën CX. 
Schimanski zou in 1938 in Stettin geboren zijn, zoals bleek in de aflevering Bis zum Hals im Dreck. In de aflevering Zabou werd echter beweerd dat hij in 1943 in Breslau geboren was, terwijl hij in de aflevering Muttertag zei in 1948 geboren te zijn. Schimanski groeide op zonder vader in een arbeiderswijk in Duisburg-Homberg, leefde tijdelijk op een boerderij en in een kindertehuis. In de aflevering Das Mädchen auf der Treppe werd gemeld dat zijn vader in de oorlog was gesneuveld. 
Binnen de serie Tatort eindigden de afleveringen met Shimanski in 1991. Het personage dook in 1997 weer op in een krimiserie getiteld Schimanski. In die serie was hij inmiddels gepensioneerd en woonde in België met vriendin Marie-Claire (Denise Virieux) op een woonboot en werd door de Düsseldorfse Staatsanwaltschaft dan wel de Duisburgse politie regelmatig te hulp geroepen bij ingewikkelde zaken.
In de zomer van 2008 werden alle afleveringen op de Duitse televisie herhaald ter gelegenheid van de 70ste verjaardag van George. Zijn laatste film, Loverboy, draaide hij in 2014.

## Filmografie

### Tatort-serie
| Nr. | Eerste uitzending | Titel (nr.)                       | Regie            |
| --- | ----------------- | --------------------------------- | ---------------- |
| 1   | 28 juni 1981      | Duisburg-Ruhrort (126)            | Hajo Gies        |
| 2   | 13 december 1981  | Grenzgänger (131)                 | Ilse Hofmann     |
| 3   | 7 maart 1982      | Der unsichtbare Gegner (134)      | Hajo Gies        |
| 4   | 27 juni 1982      | Das Mädchen auf der Treppe (138)  | Peter Adam       |
| 5   | 12 december 1982  | Kuscheltiere (143)                | Hajo Gies        |
| 6   | 3 april 1983      | Miriam (146)                      | Peter Adam       |
| 7   | 25 maart 1984     | Kielwasser (156)                  | Hajo Gies        |
| 8   | 22 juli 1984      | Zweierlei Blut (159)              | Hajo Gies        |
| 9   | 9 december 1984   | Rechnung ohne Wirt (164)          | Peter Adam       |
| 10  | 31 maart 1985     | Doppelspiel (167)                 | Hajo Gies        |
| 11  | 18 augustus 1985  | Das Haus im Wald (171)            | Peter Adam       |
| 12  | 13 april 1986     | Der Tausch (180)                  | Ilse Hofmann     |
| 13  | 10 augustus 1986  | Schwarzes Wochenende (184)        | Dominik Graf     |
| 14  | 28 december 1986  | Freunde (188)                     | Klaus Emmerich   |
| 15  | 8 juni 1987       | Spielverderber (194)              | Pete Ariel       |
| 16  | 27 december 1987  | Zahn um Zahn (200) (Bioscoopfilm) | Hajo Gies        |
| 17  | 1 mei 1988        | Gebrochene Blüten (205)           | Hajo Gies        |
| 18  | 21 augustus 1988  | Einzelhaft (209)                  | Theodor Kotulla  |
| 19  | 28 december 1988  | Moltke (214)                      | Hajo Gies        |
| 20  | 9 april 1989      | Der Pott (217)                    | Hajo Gies        |
| 21  | 20 augustus 1989  | Blutspur ((222)                   | Werner Masten    |
| 22  | 3 december 1989   | Katjas Schweigen (225)            | Hans Noever      |
| 23  | 13 mei 1990       | Medizinmänner (230)               | Peter Carpentier |
| 24  | 22 juli 1990      | Zabou (232) (Bioscoopfilm)        | Hajo Gies        |
| 25  | 2 september 1990  | Schimanskis Waffe (234)           | Hans Noever      |
| 26  | 28 oktober 1990   | Unter Brüdern (235)               | Helmuth Krätzig  |
| 27  | 9 juni 1991       | Bis zum Hals im Dreck (244)       | Peter Carpentier |
| 28  | 27 oktober 1991   | Kinderlieb (250)                  | Ilse Hofmann     |
| 29  | 29 december 1991  | Der Fall Schimanski (252)         | Hajo Gies        |

Aflevering 13 (Schwarzes Wochenende) werd direct na aflevering 11 (Das Haus im Wald) opgenomen maar pas ongeveer een jaar later uitgezonden. 

### Bioscoopfilms
| Nr. | Eerste vertoning | Titel        | Regie     |
| --- | ---------------- | ------------ | --------- |
| 1   | 1985             | Zahn um Zahn | Hajo Gies |
| 2   | 1987             | Zabou        | Hajo Gies |

### Schimanski-serie
| Nr. | Eerste uitzending | Titel                   | Regie              |
| --- | ----------------- | ----------------------- | ------------------ |
| 1   | 09 november 1997  | Die Schwadron           | Joseph Rusnak      |
| 2   | 16 november 1997  | Blutsbrüder             | Hajo Gies          |
| 3   | 23 november 1997  | Hart am Limit           | Hajo Gies          |
| 4   | 25 oktober 1998   | Muttertag               | Mark Schlichter    |
| 5   | 15 november 1998  | Rattennest              | Hajo Gies          |
| 6   | 06 december 1998  | Geschwister             | Mark Schlichter    |
| 7   | 14 november 1999  | Sehnsucht               | Hajo Gies          |
| 8   | 12 november 2000  | Tödliche Liebe          | Andreas Kleinert   |
| 9   | 03 december 2000  | Schimanski muss leiden  | Matthias Glasner   |
| 10  | 09 december 2001  | Kinder der Hölle        | Edward Berger      |
| 11  | 08 december 2002  | Asyl                    | Edward Berger      |
| 12  | 11 januari 2004   | Das Geheimnis des Golem | Andreas Kleinert   |
| 13  | 26 juni 2005      | Sünde                   | Manfred Stelzer    |
| 14  | 18 maart 2007     | Tod in der Siedlung     | Torsten C. Fischer |
| 15  | 20 juli 2008      | Schicht im Schacht      | Thomas Jauch       |
| 16  | 30 januari 2011   | Schuld und Sühne        | Thomas Jauch       |
| 17  | 10 november 2013  | Loverboy                | Kaspar Heidelbach  |

De afleveringen 8 (Tötliche Liebe) en 9 (Schimanski muss leiden) werden in omgekeerde volgorde geproduceerd.
Adelheid und ihre Mörder ·
Alarm für Cobra 11 - Die Autobahnpolizei ·
Der Alte ·
Bella Block ·
Derrick ·
Das Duo ·
Der Fahnder ·
Ein Fall für zwei ·
Grossstadtrevier ·
Der Kommissar ·
Kommissar Rex ·
Die Kommissarin ·
Polizeiruf 110 ·
Rosa Roth ·
Schimanski ·
Siska ·
SOKO 5113 ·
Stockinger ·
Tatort ·
Ein starkes Team